# Adoxomyia tenuicornis
Adoxomyia tenuicornis är en tvåvingeart som beskrevs av James 1969. Adoxomyia tenuicornis ingår i släktet Adoxomyia och familjen vapenflugor. Inga underarter finns listade i Catalogue of Life.